# Sphyrapicus
Sphyrapicus és un gènere d'ocells de la família dels pícids (picidae). Aquests picots són endèmics de Nord-amèrica.

## Comportament
Com el seu nom indica, els picots s'alimenten principalment de la saba dels arbres, movent-se entre diferents espècies d'arbres i arbustos de manera estacional. Els insectes, especialment els atrets per la saba dolça que emana dels forats de l'arbre, sovint són capturats i alimentats a les cries durant l'època de reproducció. Com que els picots ataquen els arbres vius, sovint es consideren una espècie de plaga.

## Taxonomia
Segons la classificació del Congrés Ornitològic Internacional (versió 2.5, 2010), aquest gènere està format per quatre espècies:
- picot de clatell vermell (Sphyrapicus nuchalis).[4]
- picot pit-roig (Sphyrapicus ruber).
- picot de Williamson (Sphyrapicus thyroideus).
- picot pitgroc (Sphyrapicus varius).